# Station Longpré-les-Corps-Saints
Station Longpré-les-Corps-Saints is een spoorwegstation in de Franse gemeente Longpré-les-Corps-Saints.